# Glenn Dods
Glenn Laurence Dods (Whanganui, 1958. november 17. – ) új-zélandi válogatott labdarúgó. 

## Pályafutása

### Klubcsapatban
1975 és 1977 között a Mount Wellington együttesében szerepelt. 1978-ban a Blockhouse Bay	játékosa volt. 1979 és 1984 között Ausztráliában az Adelaide City csapatában játszott. 

### A válogatottban
1976 és 1982 között 22 alkalommal szerepelt az új-zélandi válogatottban. 1976. szeptember 18-án egy Thaiföld elleni 3–1-es győzelem alkalmával mutatkozott be. Részt vett az 1982-es világbajnokságon, ahol a Szovjetunió és a Brazília elleni csoportmérkőzésen kezdőként lépett pályára. Skócia ellen nem kapott lehetőséget.